# Zoltán Várkonyi
Dans le nom hongrois Várkonyi Zoltán, le nom de famille précède le prénom, mais cet article utilise l’ordre habituel en français Zoltán Várkonyi, où le prénom précède le nom.
Zoltán Várkonyi, né le 13 mai 1912 à Budapest et mort le 19 avril 1979 dans la même ville, est un réalisateur, scénariste et acteur hongrois.
Son fils Gábor Várkonyi (hu) est également scénariste et réalisateur.

## Filmographie
En tant qu’acteur
- 1934 : Meseautó
- 1938 : Fekete gyémántok
- 1944: Kétszer kettő
- 1945 : Aranyóra
- 1948 : Tűz
- 1948 : Forró mezők
- 1953 : Föltámadott a tenger
- 1965 : A kőszívű ember fiai
- 1966 : Egy magyar nábob
- 1966 : Kárpáthy Zoltán
- 1967 : Tanulmány a nőkről
- 1968 : Egri csillagok
- 1968 : Az aranykesztyű lovagjai
- 1969 : Történelmi magánügyek
- 1976 : Fekete gyémántok

En tant que réalisateur
- 1952 : Zone occidentale (Nyugati övezet)
- 1956 : Keserű igazság
- 1959 : Sakknovella
- 1965 : A kőszívű ember fiai
- 1966 : Egy magyar nábob
- 1966 : Kárpáthy Zoltán
- 1968 : Egri csillagok
- 1976 : Fekete gyémántok